# Potrerilloblatta
Potrerilloblatta – wymarły rodzaj karaczanów z rodziny Subioblattidae, obejmujący tylko jeden znany gatunek: Potrerilloblatta stipanicici. Żył w triasie.

## Taksonomia
Rodzaj i jego gatunek typowy opisane zostały po raz pierwszy w 2007 roku przez Rafaela G. Martinsa-Neto, Oscara F. Gallego i Anę M. Zavattieri. Opisu dokonano na podstawie skamieniałości pokrywy, odnalezionej w potoku nazwanym „Quebrada del Puente”, w dystrykcie Potrerillos na terenie argentyńskiej prowincji Mendoza. Pochodzi ona z należącej do Grupy Uspallata i datowanej na karnik w triasie formacji Potrerillos. Nazwa rodzajowa jest połączeniem części nazwy formacji i innego rodzaju karaczana (Blatta). Epitet gatunkowy nadano na cześć paleontologa Pedro N. Stipanicica.

## Morfologia
Karaczan ten miał małe, jajowate w obrysie pokrywy o długości 5 mm i szerokości 1,6 mm. Przednia żyłka subkostalna była długa, długości ćwierci pokrywy, i miała przebieg równoległy do jej kostalnej (przedniej) krawędzi. Tylna żyłka subkostalna osiągała kostalną krawędź skrzydła za środkiem jego długości i dawała co najmniej pięć drobnych odgałęzień wtórnych. Przednia żyłka radialna nie rozgałęziała się wcale, zaś tylna dzieliła się na trzy gałęzie, wszystkie pozbawione wtórnych odnóg. Falista żyłka medialna rozwidlała się na wysokości szczytu tylnej żyłki subkostalnej na nierozgałęzioną przednią i dającą trzy główne gałęzie tylną żyłkę medialną. Trzecia gałąź tej ostatniej (MP3) była jeszcze wtórnie rozdzielona na trzy gałązki. Falista i równoległa do żyłki medialnej przednia żyłka kubitalna miała trzy gałęzie główne, wszystkie wtórnie porozgałęziane. Poprzeczne żyłki między żyłkami medialnymi i kubitalnymi występowały bardzo licznie. Pole analne było niewielkich rozmiarów i miało trójkątny kształt.

## Paleoekologia
Owad ten zasiedlał południowy zachód Gondwany. Rejony te cechowały umiarkowane temperatury i klimat o dużej zmienności sezonowej, opisywany jako megamonsunowy. Teren porastały lasy liściaste i lasy zawsze zielone twardolistne. Ich florę charakteryzowało duże bogactwo, w tym wiele gatunków z rodzaju Dicroidium. Entomofauna tego rejonu zachowała się jednak w zapisie kopalnym słabo. Z tego samego stanowiska co Potrerilloblatta znany jest jeden rodzaj chrząszcza – Delpuentesyne oraz kilka innych rodzajów karaczanów: Anablatta, Delpuenteblatta, Lariojablatta i przypuszczalnie Triassoblatta.